# الله

لفظ الجلالة (الله) بالخط الثُّلث

ٱللهُ هو «المعبود» «الخالق» في الديانات التوحيدية الربوبية (والنظم العقائدية الأخرى). يوصف «الله» على أنه الخالق الكلي القدرة والمتحكم والمشرف على الكون، وهو ذو غيب منيع لا يدرك. وأرجع علماء الدين مجموعة متنوعة من السمات لمفاهيم مختلفة عن الله. الأكثر شيوعاً بينها هي المعرفة (العالِم بكل شيء)، والقدرة (القادر على كل شيء)، وفي بعض الديانات باللا محدودية (حاضر في كل مكان)، وفي ديانات أخرى التنزيه عن المكان، والكمال (الكمال لله)، وأزلية الوجود الأبدية الدائمة اللامنتهية.
كما يوصف الله عند البعض بأنه فرد لا يماثله شيء، ومصدر كل التزام أخلاقي، وأعظم مما يمكن تصوره. وهذه الصفات مدعومة عمومًا وبدرجات متفاوتة من قبل الفلاسفة وعلماء الدين اليهود والمسيحيين وبعض المسلمين، بما في ذلك موسى بن ميمون وأغسطينوس والغزالي. ويؤمن المسلمون بأن الله هو واجب الوجود (الوجوب العقلي الذي يقابله المستحيل) فهو الخالق وليس بمخلوق، وهو محدِث وليس بحادث، كما ورد في القرآن (ليس كمثله شيء) أي أن الله ليس له ند، وليس هناك من يشابهه ولا يماثله.
وضع فلاسفة بارزون في القرون الوسطى ثم العصور الحديثة العديد من الحجج لوجود الله. ومن ناحية أخرى أقام فلاسفة آخرون حججا تنكر وجوده.

## أصل الكلمة

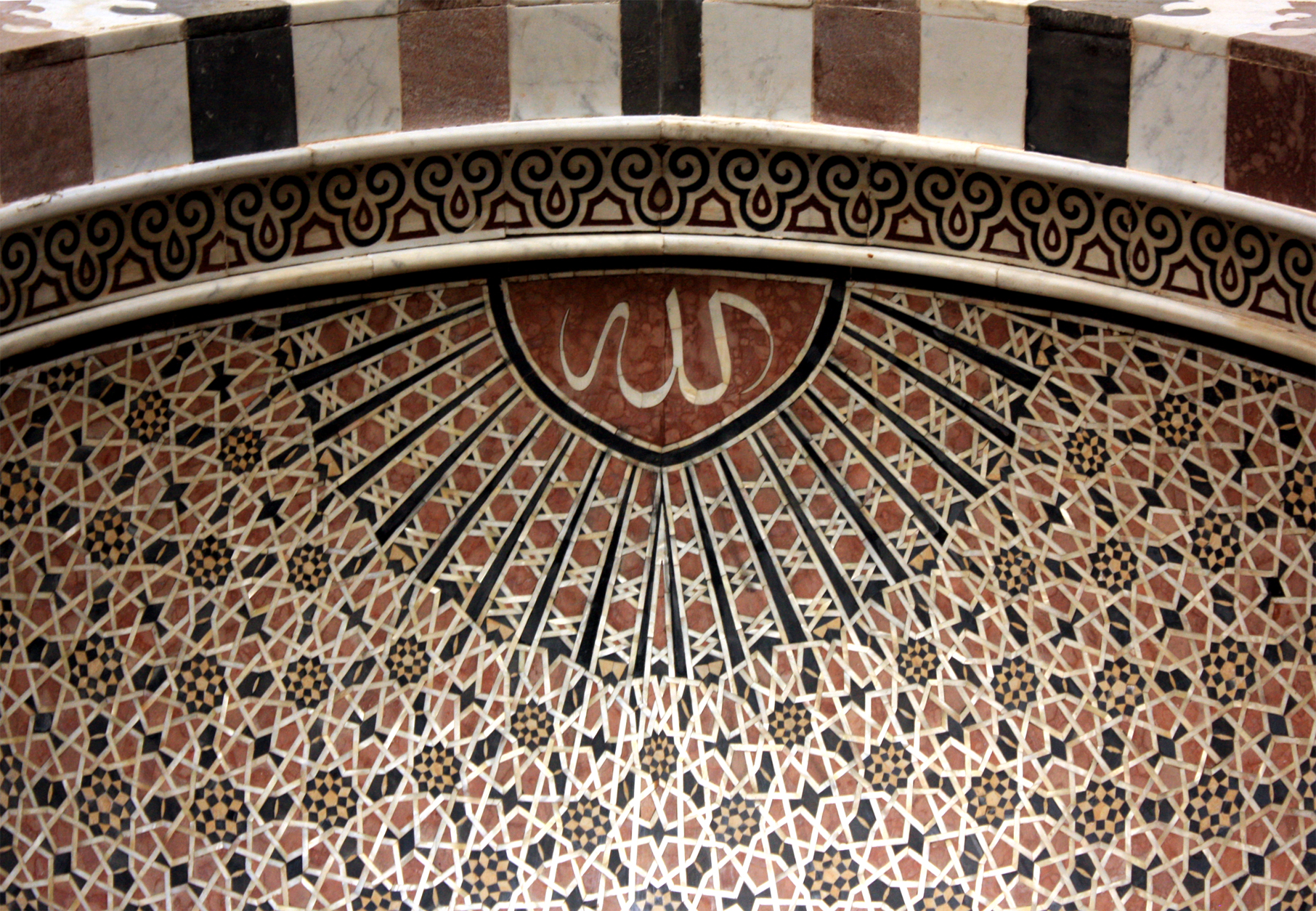
كلمة «الله» تعلو محراب بالقاهرة

جذر الكلمة إيل في الكنعانية أو الاها ܐܰܠܳܗܳܐ بالسريانية وאֱלָהָא بالآرامية. وذكرت بالتوراة بالجمع «ألوهيم». وكانت أحد أصنام العرب تسمى «اللات» من نفس الجذر. أما لفظ اسم (الله) العربية فقد استعملها العرب قبل الإسلام. وبالعربية دمجت «ال» التعريف مع كلمة «إله» لتدل على الله الإله الأحد. واستعملها اتباع كل الديانات الإبراهيمية العرب مثل المسلمين واليهود الشرقيين ومسيحيي الكنائس الكاثوليكية الشرقية. وجاء في مختار الصحاح: «الله وأصله» إلاه«على فعال بمعنى مفعول لأنه مألوه أي معبود»، وإذا نُسب شيء إلى الله يقال له (إلهيٌّ).

## أسماء الله في الديانات الإبراهيمية

### اليهودية
استعمل اليهود كلمة «إيل» للدلالة على الله وما زالت مستعملة في الأسماء مثل «إسماعيل» بمعنى (سمع الله)، وإسرائيل بمعنى (مختار الله). كما شاع استعمال تعبير يهوه للإشارة إلى الله القومي للإسرائيليين. وكلمة يهوه في العبرية (יהוה) تعني «يا هُوَ» ويستعملونها بدلا من الاسم الحقيقي الذي، بالنسبة لمعتقداتهم، لا يعلم به أحد. وقد استعمل في التوراة أسماء أخرى للدلالة على الإله الأوحد مثل: «أدوناي» (أي الرب) وكلمة «ها شـِم» השם (أي الاسم) وإيل عليون (أي الإله الأعلى) وإيل شداي (أي الله القدير) ورب الصابؤوت (أي رب الجنود) و«كادوش» (أي القدوس). كما استعملت كلمة أيلوهيم (אלוהים وهي جمع «ايلوه») وهي من نفس جذر الله.

### المندائية
يعتقد المندائيون بإله واحد يسمى «هيي قدمايي» (أي الحي الأزلي) وقد خلق الأكوان والكائنات ومنهم «الملكي» (أي الملائكة) والأثيري وهم كائنات نورانيين ليس لهم مقابل في بقية الديانات. والملكي والاثري كائنات خلقت لعبادة وتبجيل «هيي قدمايي» وتنفيذ أوامره في الخلق وتوزيع المهام من الأرزاق والأعمار والأولاد والخير كله، ولا يأمر بشر أبدا ولا ينتقم ولا يقبض، إنما الشر كله من «الروهة» الشريرة. وهو بذلك قريب الشبه بجوبتير عند الإغريق.[بحاجة لمصدر]

### المسيحية
بحسب قانون الإيمان المسيحي الذي أقره مجمع نيقية، يعرف الله بأنه واحد، وهو كلي القدرة ضابط الكل الذي هو أصل كل شيء، لا بداية له ولا نهاية زمانياً ومكانياً، وهو خالق السماوات والأرض وخالق كل نفس. والله حسب العقيدة المسيحية ظاهر في ثلاثة أقانيم، أو صور، كلها مشتركة في الطبيعة الإلهية الواحدة، موجودة منذ الأزل وإلى الأبد، وتشترك في كل الصفات الإلهية، وهذه الأقانيم تتمثل في «الآب» الذي لم يره أحد قط ولا يستطيع إنسان أن ينظره، و«الكلمة»، وهو الله المتجسد من أجل رسالة الفداء التي يؤمن بها المسيحيون والموجود منذ البدء والذي به خلق كل شيء كما يبدأ نص إنجيل يوحنا، و«روح القدس»، وهو المعزي الذي وعد يسوع أنه سيرسله للمؤمنين به بعد صعوده حسب الإيمان المسيحي، وهو روح الله الذي يسكن في داخل المسيحي المؤمن، مبكتًا إياه على ذنوبه، ومعطيه القوة للتغلب على الطبيعة البشرية المحبة للشهوات الجسدية.
يؤمن المسيحيون بالله، لكن نظرتهم له تختلف عن الإسلام إذ يؤمنون أن الله واحد في ثلاثة أقانيم. الثالوث الأقدس هو مصطلح مسيحي يشير للأقانيم الثلاثة: الآب والابن والروح القدس وكلهم عبارة عن ثلاث خواص أساسية (أقانيم) لإله واحد ورب واحد، ويظهر ذلك جلياُ في الكتاب المقدس في سفر التكوين، وأيضًا في إنجيل يوحنا، ورسائل القديسين. ومن صفات الله في المسيحية: محب وحكيم وقدوس وعادل ورحيم ورؤوف والرّب، مع ملاحظة أن الأسماء المستخدمة في الديانة اليهودية لها اعتبار في التقليد المسيحي.

### الإسلام

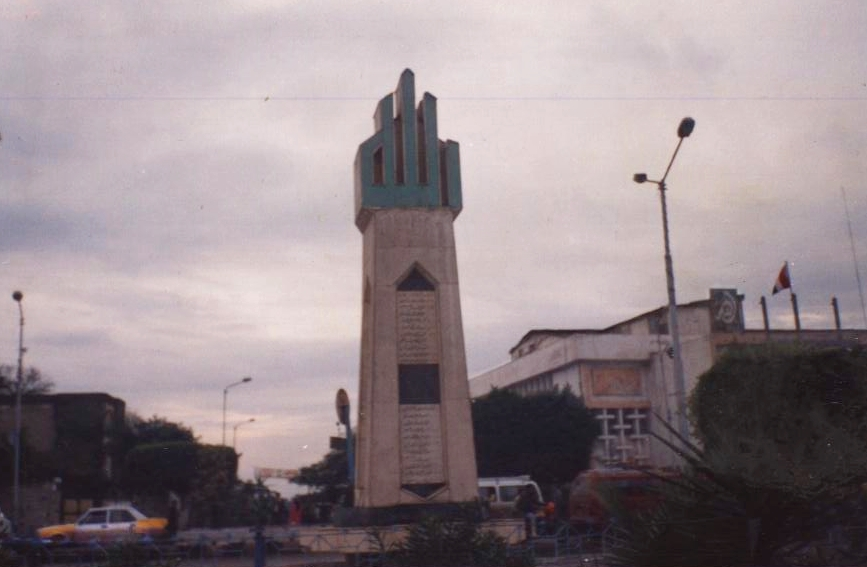
لفظ الجلالة "الله" على نصب تذكاري لشهداء حرب أكتوبر في مدينة دسوق المصرية

الله في الإسلام هو الإله الواحد الأحد وهو وصف لغوي للذات الإلهية. وله أسماء تسمى أسماء الله الحسنى وهي أكثر من أن تعد أو تحصى، ومنها تسعة وتسعون اسمًا لم يخصص محمد بن عبد الله، وذكرت متفرقة في القرآن عن طريق الوحي فجميع هذه الأسماء ورد في القرآن وإن ذكرت في والسنة النبوية، وإنما وردت على سبيل التأكيد لما ذكرت في الكتاب. ومعنى لا إله إلا الله أي لا معبود بحق سوى الله. ومن أسمائه: الكريم، الحكيم، اللطيف، الخبير، العدل، الحليم، الرحمن، الرحيم، الرؤوف، الملك، السلام، المهيمن، الودود، والغني.
الله: اسم مشتق من أله يأله إله، فأصل الاسم الإله فحذفت الهمزة وأدغمت اللام الأولى في الثانية وجوبا فقيل: الله ومعناه: ذو الألوهية، ومن أقوى الأدلة عليه قوله تعالى: ﴿وَهُوَ اللَّهُ فِي السَّمَاوَاتِ وَفِي الْأَرْضِ يَعْلَمُ سِرَّكُمْ وَجَهْرَكُمْ وَيَعْلَمُ مَا تَكْسِبُونَ ۝٣﴾ (سورة الأنعام، الآية 3) مع قوله تعالى:﴿وَهُوَ الَّذِي فِي السَّمَاءِ إِلَهٌ وَفِي الْأَرْضِ إِلَهٌ وَهُوَ الْحَكِيمُ الْعَلِيمُ ۝٨٤﴾ (سورة الزخرف، الآية 84) التي لا تنبغي إلا له، ومعنى أله يأله إله عبد يعبد عبادة، فالله المألوه أي المعبود ولهذا الاسم خصائص لا يحصيها إلا الله عز وجل، وقيل إنه هو الاسم الأعظم.
ولفظ «الله» هو عَلَمٌ على الذات الواجب الوجود المستحق لجميع المحامد، وهو الإله الحق لجميع المخلوقات ولا معبود بحق إلا هو. ويؤمن المسلمون بأن الله واحد، أحد، صمد، ليس له مثيل ولا نظير ولا شبيه ولا صاحبة ولا ولد ولا والد ولا وزير له ولا مشير له، ولا عديد ولا نديد ولا قسيم. وهو الإله الحق وكل ما يُدعى من دونه فهو باطل. فالمسلمون لا يعبدون إلا الله، وتوحيد الله بالعبادة هي جوهر العقيدة في الدين الإسلامي.
فالله هو خالق السماوات والأرض وهو الخالق المحيي والمميت، حي لا يموت، فهو كما أخبر عن نفسه في القرآن: ﴿قُلْ هُوَ اللَّهُ أَحَدٌ ۝١ اللَّهُ الصَّمَدُ ۝٢ لَمْ يَلِدْ وَلَمْ يُولَدْ ۝٣ وَلَمْ يَكُنْ لَهُ كُفُوًا أَحَدٌ ۝٤﴾ (سورة الإخلاص).
ولله في الإسلام أسماء حسنى وهي أسماء مدح وحمد وثناء وتمجيد لله وصفات كمال لله ونعوت جلال لله، وأفعال حكمة ورحمة ومصلحة وعدل من الله، يُدعى الله بها، وتقتضي المدح والثناء بنفسها، سمى الله بها نفسه في كتبه أو على لسان أحد من رسله أو استأثر الله بها في علم الغيب عنده، لا يشبهه ولا يماثله فيها أحد. وهي حسنى يراد منها قصر كمال الحسن في أسماء الله، لا يعلمها كاملةً وافيةً إلا الله.
وهي أصل من أصول التوحيد في العقيدة الإسلامية لذلك فهي رُوح الإيمان ورَوْحه، وأصله وغايته، فكلما ازداد العبد معرفة بأسماء الله وصفاته، ازداد إيمانه وقوي يقينه. والعلم بالله، وأسمائه، وصفاته أشرف العلوم عند المسلمين، وأجلها على الإطلاق لأنّ شرف العلم بشرف المعلوم، والمعلوم في هذا العلم هو الله.
وقد ورد في القرآن: ﴿اللَّهُ لَا إِلَهَ إِلَّا هُوَ لَهُ الْأَسْمَاءُ الْحُسْنَى ۝٨﴾ (سورة طه، الآية 8) وحث عليها النبي محمد فقال: « إن لله تسعة وتسعين اسمًا، مائةً إلا واحدًا، من أحصاها دخل الجنة ».

## أسماء الله في الديانات الأخرى

### الزرادشتية
الزرادشتية أو المجوسية فيعتقدون بعبادة الله وحده لا شريك له ويسمى في ديانتهم أهورامزدا؛ حيث يعتبرونه إله الكون الذي يذكر بالنور، ولا يذكر بالظلام وجالب للحظ والخير والمحبة، وكل الصفات الجيدة، والذي يخالفه دائما الشيطان أهريمان؛ ممثل الشر والظلام، وجالب للفقر والكوارث والآلام، وغيرها من الخصال القبيحة حسب معتقدهم.

### الإلهية
أتباع هذه الفلسفة يؤمنون بوجود إله لكنهم لا يؤمنون بالأديان ويعتبرونها تقلل قيمة الإله لذا يفضل أن يتوحد البشر تحت عقيدة واحدة هي التوحيد بالإله المتعارف علية باسم الله وأن يرسخوا قيم التسامح والمبادئ الأخلاقية في السلوك اليومي لبني البشر.[بحاجة لمصدر]